# Zwei Gesichter
Zwei Gesichter ist ein deutscher Kurzfilm, der 2014 vom anyway e. V. in offizieller Kooperation mit der Kulturstiftung des DFB produziert wurde. Intention war, eine aktuelle Bestandsaufnahme des Themas Homophobie im Fußball in Form eines Spielfilms zu schaffen, was es vorher in Deutschland noch nicht gegeben habe. Förderer des Filmprojekts waren u. a. der Fußballverband Mittelrhein und die Stadt Köln. Der Film feierte am 20. November 2014 im Deutschen Sport- und Olympia-Museum Premiere und ist seitdem auf YouTube abrufbar. Kurz darauf wurde Zwei Gesichter für den Deutschen Nachwuchsfilmpreis 2015 nominiert.

## Inhalt
Für Jonathan scheint alles gut zu laufen: Zusammen mit seinem besten Freund Mark spielt der 18-Jährige im Mittelfeld einer aufstrebenden Fußballmannschaft der A-Junioren-Bundesliga und hat eine feste Freundin, Hannah, die regelmäßig beim Training zuschaut.
Doch der Schein trügt: Hannah ist in Wahrheit bloß Jonathans unglückliche Ex-Freundin. Sie hat es langsam satt, als sein Alibi fungieren zu müssen, denn sie kennt sein Geheimnis – Jonathan ist schwul und trifft sich heimlich zu Sex-Dates mit anderen Jungs, die er im Netz kennenlernt. Nur Hannahs Geduld und ihr Rest an Gefühlen für Jonathan halten seine Fassade noch aufrecht, während dem Vereinstrainer seine immer häufiger werdenden Fehlpässe im Spiel Sorgen bereiten, und Team-Konkurrent Lars schon seine Chancen wittert. Als Mark durch einen Zufall eine private SMS von Jonathan liest, erfährt er, dass sein Freund seit einiger Zeit heimlich jemand anderen als Hannah datet. Dieser Jemand stellt sich später als der extrovertierte Nick heraus, der offen schwul lebt und den unerfahrenen Jonathan in die homosexuelle Szene einführt. Zwar genießt Jonathan das neu entdeckte Lebensgefühl, doch wachsen in ihm auch die für ihn existentiellen Fragen, ob sich die Welt des Fußballs mit der schwulen Welt vereinbaren lässt, und ob er selbst überhaupt dafür bereit ist. Endgültig zu bröckeln beginnt Jonathans Fassade im Verein, als der Druck, den er sich selbst macht, zu einem immer auffälligeren Verhalten führt, was Konkurrent Lars auf den Plan ruft. Nach einem merkwürdigen Zwischenfall schürt Lars das Gerücht, Jonathan könne schwul sein, beginnt einen gezielten Mobbing-Feldzug gegen ihn und verprügelt nach einer Trainingseinheit Mark, der Jonathan zu verteidigen versucht. Hannah, die das beobachtet hat, kann ihr Geheimnis nicht mehr für sich behalten und outet Jonathan vor der gesamten Mannschaft.
Lars scheint sein Ziel erreicht zu haben. Jonathan kann dem psychischen Druck kaum noch standhalten und steht kurz davor, seinen Traum vom Profi-Fußball aufzugeben. Doch sein bester Freund Mark und vor allem der Trainer („Bei mir zählt, was auf dem Platz passiert, nicht unter der Bettdecke.“) können Jonathans Leidenschaft für den Fußball und die Hoffnung auf eine erfolgreiche Zukunft wieder in ihm wecken und ihm gleichzeitig die Realitäten des Lebens vor Augen führen. Jonathan schöpft nun wieder Vertrauen und beschließt, die Herausforderungen der Zukunft anzunehmen.

## Mediales und öffentliches Interesse
Im Januar 2014 hatte das Coming-out von Thomas Hitzlsperger die Diskussion um Homophobie im Fußball neu entfacht. Insofern erregte die von der DFB-Kulturstiftung finanzierte Produktion Zwei Gesichter schon während ihrer Entstehung mediales Interesse. So veröffentlichte Deutsche Welle noch während der Dreharbeiten des Films ein Interview mit dem jungen, homosexuellen Profi-Fußballspieler Nico Schulte, da Teile des Drehbuchs auf persönlichen Erfahrungen Schultes – der zu diesem Zeitpunkt bewusst noch anonym bleiben wollte – beruhen. Später berichtete bspw. die Süddeutsche Zeitung über den Film in Zusammenhang mit den Folgen des Coming-outs von Hitzlsperger, welcher sich wiederum selbst im Rahmen einer Interview-Kampagne neben anderen Sportexperten und Medienprominenten, wie Tom Bartels, Claudia Roth oder Hella von Sinnen, positiv zu Zwei Gesichter äußerte. Kurz danach, im Februar 2015, sendete RTL einen Magazin-Beitrag über den Themenkomplex Homosexualität im Fußball-Thomas Hitzlsperger-Zwei Gesichter, in dem auch der inzwischen geoutete Nico Schulte zu Wort kam.
Im Mai 2016 waren Christian Schäfer und Glenn Büsing sowie CTC-Initiator und Zwei Gesichter-Unterstützer Andreas Stiene als Repräsentanten des Projekts im Landtag Nordrhein-Westfalen zu Gast, um mit den Mitgliedern des Sportausschusses offen über Homosexualität im Fußball zu diskutieren. Die Sitzung offenbarte, dass das Thema Homophobie weiterhin vorhanden, jedoch insbesondere in den Fußballverbänden wenig präsent, geschweige denn aktuell sei. Nach wie vor seien bis zu diesem Zeitpunkt die Broschüre Fußball und Homosexualität sowie der Film Zwei Gesichter die einzigen Vorzeigeprodukte mit denen der Deutsche Fußball-Bund öffentlich wirbt.
Unabhängig davon warb der 1. FC Köln – als einziger Verein der Bundesliga – damit, den Film für Anti-Diskriminierungsworkshops mit seiner U16 zu nutzen. Darüber hinaus wurde Zwei Gesichter von der Initiative Schule ohne Rassismus – Schule mit Courage für Aufklärungsveranstaltungen zu den Themen Coming-out, Identität, Homophobie und Erwachsenwerden an Schulen eingesetzt.

## Festivalteilnahmen
- 2015: Flutlicht Fussball Film Festival, Basel[16]
- 2015: up-and-coming Int. Film Festival Hannover (Nominierung Deutscher Nachwuchsfilmpreis)[6]
- 2016: Schwule Filmwoche Freiburg
- 2016: 11mm – 1. NRW-Fußballfilmfestival[17]
- 2017: Schulfilmtage für Toleranz und gegen Homophobie

## Kritik
Filmrezensent und Sportrechtler Jan F. Orth attestiert Zwei Gesichter eine professionelle Handschrift:

„Die technische Machart des Films ist insgesamt sehr zu loben. Insbesondere Regie, Kamera, Schnitt und Musik leisten mit ihren professionellen Beiträgen ebenfalls einen wesentlichen Beitrag dazu, dass das Gesamtprodukt in dieser Hinsicht seinen Platz unter den professionellen filmischen Werken findet. Schnitt und Musik tragen wesentlich zur besonderen Fähigkeit des Films bei, schwierige ambivalente Stimmungen und ihre Veränderungen an den Zuschauer zu transportieren.“

Sozialkritische Worte findet Orth zu Inhalt und Produktionsbedingungen:

„In seiner gesellschaftspolitischen Bewertung zeigt der Film schlimmstenfalls die ständig gegenwärtige Diskriminierung und bestenfalls die omnipräsenten Vorbehalte, der bzw. denen (junge) schwule Männer im Fußball (und in unserem Land) tagtäglich tatsächlich immer noch ausgesetzt sind. Damit beschreibt er eine bekämpfensnotwendige Realität, an der sich trotz der litaneiartigen Betonung des Gegenteils durch einige Fußballverbandsfunktionäre auch im Jahr 2014 noch nichts geändert hat.“